# Кулиновци
Кулиновци су насеље у Србији у општини Чачак у Моравичком округу. Према попису из 2022. било је 340 становника.

Овде се налазе Запис Бугарчића липа (Кулиновци), Запис Јовичића липа (Кулиновци), Запис Гавриловића јабука (Кулиновци) и Запис Луковића јабука (Кулиновци).

## Демографија
У насељу Кулиновци живи 335 пунолетних становника, а просечна старост становништва износи 39,8 година (38,8 код мушкараца и 40,9 код жена). У насељу има 128 домаћинстава, а просечан број чланова по домаћинству је 3,23.
Ово насеље је великим делом насељено Србима (према попису из 2002. године), а у последња три пописа, примећен је пораст у броју становника.
|  |

| Демографија | Демографија | Демографија |
| Година      | Становника  | Становника  |
| ----------- | ----------- | ----------- |
| 1948.       | 112         |             |
| 1953.       | 110         |             |
| 1961.       | 153         |             |
| 1971.       | 252         |             |
| 1981.       | 341         |             |
| 1991.       | 399         | 399         |
| 2002.       | 413         | 426         |
| 2011.       | 344         |             |

| Етнички састав према попису из 2002.‍ | Етнички састав према попису из 2002.‍ | Етнички састав према попису из 2002.‍ | Етнички састав према попису из 2002.‍ | Етнички састав према попису из 2002.‍ |
| ------------------------------------ | ------------------------------------ | ------------------------------------ | ------------------------------------ | ------------------------------------ |
|                                      |                                      |                                      |                                      |                                      |
| Срби                                 | Срби                                 |                                      | 411                                  | 99,51%                               |
| непознато                            | непознато                            |                                      | 2                                    | 0,48%                                |

| Година пописа     | 1948. | 1953. | 1961. | 1971. | 1981. | 1991. | 2002. |
| ----------------- | ----- | ----- | ----- | ----- | ----- | ----- | ----- |
| Број домаћинстава | 21    | 23    | 37    | 67    | 95    | 118   | 128   |

| Број чланова      | 1  | 2  | 3  | 4  | 5  | 6 | 7 | 8 | 9 | 10 и више | Просек |
| ----------------- | -- | -- | -- | -- | -- | - | - | - | - | --------- | ------ |
| Број домаћинстава | 22 | 21 | 33 | 29 | 12 | 7 | 2 | 1 | 0 | 1         | 3,23   |

| Пол    | Укупно | Неожењен/Неудата | Ожењен/Удата | Удовац/Удовица | Разведен/Разведена | Непознато |
| ------ | ------ | ---------------- | ------------ | -------------- | ------------------ | --------- |
| Мушки  | 172    | 49               | 112          | 7              | 4                  | 0         |
| Женски | 177    | 33               | 110          | 29             | 3                  | 2         |
| УКУПНО | 349    | 82               | 222          | 36             | 7                  | 2         |

| Пол    | Укупно                    | Пољопривреда, лов и шумарство | Рибарство                            | Вађење руде и камена | Прерађивачка индустрија       |
| ------ | ------------------------- | ----------------------------- | ------------------------------------ | -------------------- | ----------------------------- |
| Мушки  | 74                        | 2                             | 0                                    | 0                    | 39                            |
| Женски | 58                        | 2                             | 0                                    | 1                    | 24                            |
| УКУПНО | 132                       | 4                             | 0                                    | 1                    | 63                            |
| Пол    | Производња и снабдевање   | Грађевинарство                | Трговина                             | Хотели и ресторани   | Саобраћај, складиштење и везе |
| Мушки  | 1                         | 4                             | 14                                   | 0                    | 4                             |
| Женски | 0                         | 0                             | 9                                    | 1                    | 1                             |
| УКУПНО | 1                         | 4                             | 23                                   | 1                    | 5                             |
| Пол    | Финансијско посредовање   | Некретнине                    | Државна управа и одбрана             | Образовање           | Здравствени и социјални рад   |
| Мушки  | 0                         | 4                             | 4                                    | 0                    | 0                             |
| Женски | 0                         | 3                             | 1                                    | 2                    | 13                            |
| УКУПНО | 0                         | 7                             | 5                                    | 2                    | 13                            |
| Пол    | Остале услужне активности | Приватна домаћинства          | Екстериторијалне организације и тела | Непознато            | Непознато                     |
| Мушки  | 2                         | 0                             | 0                                    | 0                    | 0                             |
| Женски | 1                         | 0                             | 0                                    | 0                    | 0                             |
| УКУПНО | 3                         | 0                             | 0                                    | 0                    | 0                             |